# Xanthisthisa barnsi
Xanthisthisa barnsi là một loài bướm đêm trong họ Geometridae.